# 大根仁
大根 仁（おおね ひとし、1968年12月28日 - ）は、東京都国立市出身のテレビドラマの演出家、映画監督。オフィスクレッシェンド取締役。

## 経歴
東京都国立市生まれ。幼稚園にあがる頃に千葉県船橋市に引っ越し同市で育つ。小学六年生の頃に放送していたドラマ『北の国から』の第1回を見た時に「ものすごいものが始まった」と衝撃を受け、その後たまたま書店で見つけた『北の国から』のシナリオを手に取ったことからドラマ作りに興味を持った。映像系の専門学校に進学し、在学中に制作したPVが当時専門学校に講師で来ていた映画監督・堤幸彦の目に留まり、その縁で堤と秋元康が作った番組制作会社「SOLD OUT」に入社。二十歳の時にディレクターデビューを果たしており、1番最初の仕事はカラオケビデオの制作だった。
『ヴァンパイアホスト』、『30minutes』、『ライオン丸G』、『週刊真木よう子』、『湯けむりスナイパー』、『モテキ』などテレビ東京を中心に多くの深夜ドラマの演出を手がけた。
2012年、ドラマの劇場版であり初監督映画の『モテキ』で第35回日本アカデミー賞話題賞・優秀作品部門を受賞。
2024年9月30日、Netflixとの間で5年間の契約を締結し、シリーズ作品や配信長編作品などを同サービス向けに制作及び供給することを発表した。「配信メディアという、まだまだ映画やテレビドラマほどジャンルが確立していない、言ってしまえば“未開の荒地”であるその場所自体に、気持ちが惹きつけられたのだと思います」とコメントしている。

## 受賞歴
- 2000年
  - 第26回ザテレビジョンドラマアカデミー賞 監督賞（『トリック』堤幸彦、保母浩章、木村ひさし、山田光広と共に）[9]
- 2012年
  - 第21回日本映画プロフェッショナル大賞 新人監督賞（『モテキ』）
- 2013年
  - 第50回ギャラクシー賞 奨励賞（『まほろ駅前番外地』）
- 2016年
  - 第39回日本アカデミー賞 優秀監督賞（『バクマン。』）[10]
  - 第25回日本映画批評家大賞 監督賞（『バクマン。』）[11]
- 2020年
  - 第106回ザテレビジョンドラマアカデミー賞 脚本賞（『共演NG』、樋口卓治と共同）[12]
- 2021年
  - 第7回大山勝美賞[13]
- 2023年
  - 第60回ギャラクシー賞 大賞（『エルピス-希望、あるいは災い-』）
- 2024年
  - LINE NEWS AWARDS 2024 文化人部門[14]

## 作品

### テレビドラマ
- きっと誰かに逢うために（1996年、テレビ東京）
- 熱血恋愛道（1999年、日本テレビ）
- 怖い日曜日（1999年、日本テレビ）
- サイコメトラーEIJI2（1999年、日本テレビ）
- TRICK （2000年、テレビ朝日・東宝）
- 早乙女タイフーン（2001年、テレビ朝日）
- 演技者。（2002年、フジテレビ）※総合演出担当
  - 「室温〜夜の音楽〜」
  - 「黒いハンカチーフ」
  - 「錦★鯉」
  - 「アメリカ」
  - 「ミツオ」
  - 「14歳の国」
  - 「マシーン日記」
  - 「やすらぎの家」
  - 「TRASHMASTAURANT」
- 石橋貴明コント・石橋を叩いて笑う〜ゴッホの耳〜2（2003年、テレビ朝日）
  - 「テツandトモand…」
  - 「402号室」
  - 「AM3:30」
- 劇団演技者。（2004年、フジテレビ）※総合演出担当
  - 「雨が来る」
  - 「激情」
  - 「新しい生き物」
- ヴァンパイアホスト（2004年、テレビ東京・東宝）
- 30minutes（2004年、テレビ東京）
- ホテルサンライズHND〜最後のステイ〜（2005年、テレビ東京）
  - 「ROOM 777「伝説の男」」
- 30minutes鬼（2005年、テレビ東京）
- アキハバラ@DEEP（2006年、TBS）
- ライオン丸G（2006年、テレビ東京） - 演出・脚本
- 去年ルノアールで（2007年、テレビ東京） - 演出・脚本
- シャワーGirl!（2007年、テレビ朝日）
- 週刊真木よう子（2008年、テレビ東京） - 企画
  - 「ねぎぼうず」（演出・脚本）
  - 「スノウブラインド」（演出・脚本）
  - 「トラ トラ トラ」
  - 「立川ドライブ」
  - 「恋泥棒ヨーコ」
  - 「魔女がアタシを」
- デリパンダ〜おしゃべりデリ坊、東京ド真ん中配達中〜（2008年、テレビ東京）
- 湯けむりスナイパー（2009年、テレビ東京） - 演出・脚本
  - 湯けむりスナイパー お正月スペシャル（2010年、テレビ東京） - 演出・脚本
  - 湯けむりスナイパー お正月スペシャル2012（2012年、テレビ東京） - 演出・脚本
- モテキ（2010年、テレビ東京） - 演出・脚本・撮影
- まほろ駅前番外地（2013年、テレビ東京） - 演出・脚本
- リバースエッジ 大川端探偵社（2014年、テレビ東京） - 演出・脚本
- ハロー張りネズミ（2017年7月 - 9月、TBS） - 演出・脚本
- 大河ドラマ いだてん〜東京オリムピック噺〜（2019年、NHK）[15]
- 共演NG（2020年、テレビ東京）
- エルピス-希望、あるいは災い-（2022年、フジテレビ・関西テレビ）

### ネット配信
- 地面師たち（2024年7月25日配信、Netflix） - 監督・脚本
- 坂本慎太郎LIVE2022@kキャバレーニュー白馬(2025年5月1日配信、Netflix）-監督

### 映画
- モテキ（2011年9月23日公開、東宝） - 監督・脚本・撮影
- 恋の渦（2013年3月30日公開、シネマ☆インパクト） - 監督・撮影・編集
- バクマン。（2015年10月3日公開、東宝） - 監督・脚本[16]
- DENKI GROOVE THE MOVIE？〜石野卓球とピエール瀧〜（2015年12月26日公開、ライブ・ビューイング・ジャパン）[17]
- SCOOP!（2016年10月1日公開、東宝） - 監督・脚本[18]
- 奥田民生になりたいボーイと出会う男すべて狂わせるガール（2017年9月16日公開、東宝） - 監督・脚本[19]
- SUNNY 強い気持ち・強い愛（2018年8月31日公開、東宝） - 監督・脚本[20]

#### アニメ
- 打ち上げ花火、下から見るか? 横から見るか?（2017年8月18日公開、東宝） - 脚本
- しん次元! クレヨンしんちゃん THE MOVIE 超能力大決戦 〜とべとべ手巻き寿司〜（2023年8月4日公開、東宝） - 監督・脚本[21]

### 舞台
- 電車男（2005年、ホリプロ ※共同演出）
- 竹内まりやソングミュージカル 本気でオンリーユー（2008年）
- ヘドウィグ・アンド・アングリーインチ（2012年）
- マシーン日記（2021年）

### ミュージックビデオ・ライブビデオ
- THE TRANSFORMER「クルッタキセツ」（1999年）
- スチャダラパー「DISCO SYSTEM」（2006年）
- フラワーカンパニーズ「この胸の中だけ」（2008年）
- スチャダラパー「ライツカメラアクション」（2008年）
- スチャダラパー+木村カエラ「Hey! Hey! Alright」（2009年）
- フラワーカンパニーズ「深夜高速 (2009)」（2009年）
- ゆらゆら帝国2009.04.26LIVE@日比谷野外大音楽堂 (2010年)
- フジファブリック「夜明けのBEAT」（2010年）
- Half-Life「J-POP」（2010年）
- いきものがかり「KISS KISS BANG BANG」（2012年）
- マキシマム ザ ホルモン「予襲復讐」（2013年）
- 宮本浩次「ハレルヤ」（2020年）
- V6 「僕らは まだ」 （2021年）

### バラエティ番組
- 美しい男性!（2009年、BSジャパン）

## 出演番組
- ニュース探究ラジオ Dig（2010年4月 - 2012年3月、TBSラジオ ※金曜パーソナリティー）
- 山田孝之の東京都北区赤羽第七回（2015年2月21日放送、テレビ東京＋松竹撮影所） - 本人 役
- ミュージック・ポートレイト 古舘伊知郎×大根仁 （2016年11月24日、12月1日、NHK総合テレビ）
- 「東京」 2021春 サヤカとトモヤ ～君の牛、再び～（2021年、TOKYO FM） - 本人 役[22]

## 連載
コラム
- 東京スナイパー（週刊SPA!、2009年 - 2021年5月4日・11日合併号）